# Peter Sebastian

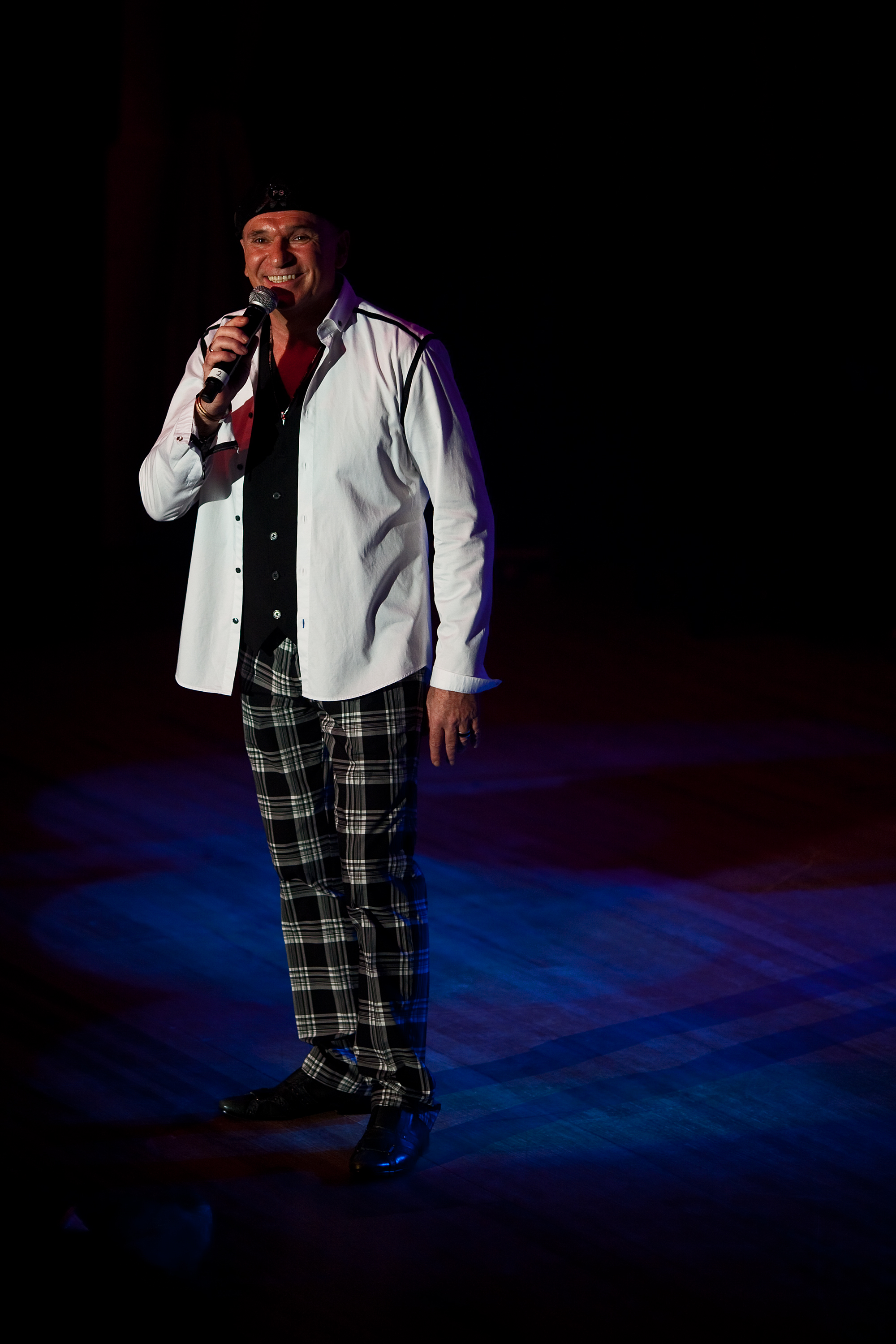
Peter Sebastian (2010)

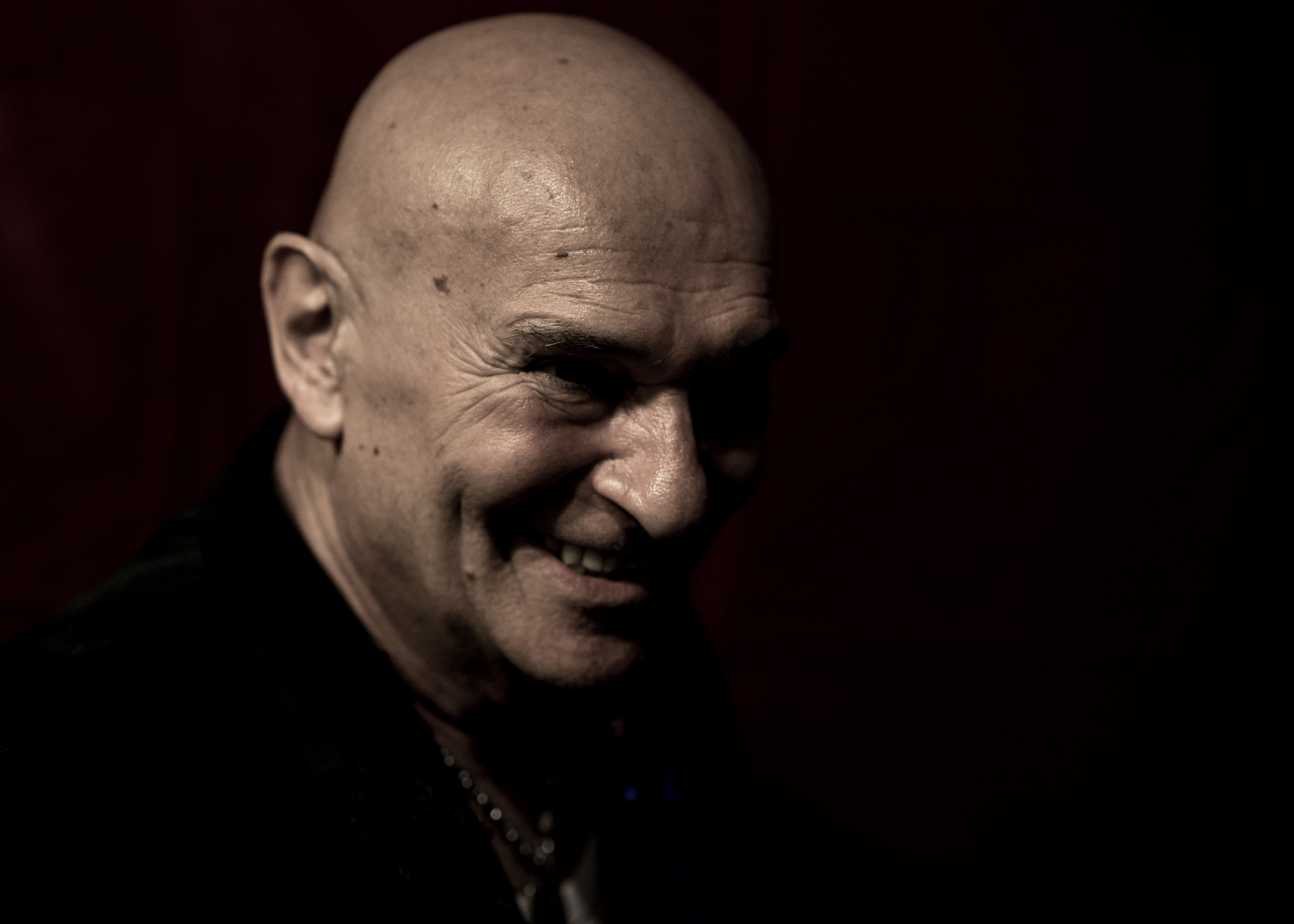
Peter Sebastian (2017)

Peter Sebastian (* 8. Januar 1958 in Fürth als Walter Böhringer) ist ein deutscher Sänger, Liedtexter, Musikproduzent und Rundfunkmoderator.

## Leben
Sebastian wuchs auf einem Bauernhof bei Fürth mit fünf Geschwistern auf. 1981 trat er als Sänger volkstümlicher Lieder in Erscheinung. Später widmete er sich dem deutschen Schlager und hatte ab Mitte der 1980er Jahre mehrere kleinere Erfolge, z. B. 1983 mit der Single Ein schneeweißes Schiff oder 1986 mit Immer wieder will ich doch nur Dich. 1989 gelang ihm mit der Wiederveröffentlichung des Vico-Torriani-Schlagers Du schwarzer Zigeuner ein weiterer kleiner Hit. Ende der 1980er Jahre veröffentlichte er als „Die Zwei“ mit seinem Duettpartner Gino D’oro diverse erfolgreiche Schlagertitel, die erfolgreichsten waren u. a. Aber dich gibts nur einmal für mich, Walzer der Rose und Wisch die Tränen fort. 1993 nahm Sebastian mit Weites Land am niedersächsischen Wettbewerb Lieder so schön wie der Norden 1993 teil und erreichte den zehnten Platz. Ferner war er auch als Schauspieler in der Fernsehserie Großstadtrevier zu sehen.
Neben seiner Tätigkeit als Sänger gründete er seine Plattenfirma Toi Toi Toi Records und widmete sich als Texter und Produzent auch anderen Künstlern. So produzierte er unter anderem Dunja Rajter, Hauff und Henkler, Lolita, Wolfgang Sauer, Jimmy Makulis, Ulla Norden, Uwe Arkuszewski, Nana Gualdi, Regina Thoss, Muck und Chris Andrews. Er produzierte auch Newcomer wie zum Beispiel Bella Vista, Marco Kloss, Ralf Cerne, Nic oder Generation Spass. Nicht ganz unbeteiligt ist er zudem am Erfolg von Yvonne Catterfeld. In seiner MDR-Fernsehsendung Stimme 2000 trat sie unter dem Namen Viviane auf. Zudem schrieb er für sie den Text zu Du bleibst immer noch du, für den er eine Goldene Schallplatte bekam.
Um 2000 lebte Sebastian in der Türkei und produzierte als erster mehrere deutsche Schlageralben, die traditionelle türkische Musikinstrumente einbezogen. Auf Konsequent (2003) ist er im Duett mit dem Deutschtürken Jenque Başoğlu mit zwei türkischen Schlagern zu hören.
2002 bewarb sich Peter Sebastian beim Grand Prix der Volksmusik. Sein Titel Vergiss mein Herz nicht, wenn Du gehst konnte jedoch nicht das Finale erreichen.
Neben zahlreichen Auftritten in verschiedenen Fernsehshows, wie ZDF-Hitparade, ZDF-Fernsehgarten, Drei in einem Boot, Die deutsche Schlagerparade und Freut euch des Nordens wurde Peter Sebastian auch als Rundfunkmoderator bekannt. Er moderierte unter anderem für AlsterRadio in Hamburg und SpreeRadio in Berlin. Ab September 1999 präsentierte er bei NDR 1 Welle Nord aus Kiel die Sendung Ein Pfund Musik. Nach zwei Jahren wechselte er zu NDR 90,3 nach Hamburg. Aktuell sendet Peter Sebastian einmal im Monat bei dem Internetsender Foxwahn.de seine Gute Laune Sendung. 1999 hatte Peter Sebastian erstmals auch seine eigene Fernsehshow, die Stimme 99 beim MDR, die aufgrund des Erfolges im Jahre 2000 erneut produziert wurde.
Peter Sebastian organisiert seit 1987 mit bekannten Künstlern die Starpyramide zugunsten des Gemeinnützigen Jugendwerkes unfallgeschädigter Kinder der Hamburger Polizei. Für dieses Engagement wurde ihm 1995 vom Senat der Hansestadt die Medaille für treue Arbeit im Dienste des Volkes in Bronze verliehen, das ZDF ehrte ihn für diese Tätigkeit in der TV-Sendung Alle Achtung, und die Zuschauer des Hamburger TV-Senders HH1 zeichneten Peter Sebastian per TED-Entscheid als Hamburger 2000 aus. 2004 konzipierte sein Management unter Bezugnahme auf Peter Sebastians 20-jährige, ehrenamtliche Tätigkeit als Botschafter für das Gemeinnützige Jugendwerk unfallgeschädigter Kinder der Hamburger Polizei die ROYAL Jubiläums-Tour, welche bis heute bundesweit zur Durchführung kam. Hierbei unterstützten ihn Branchenkollegen mit kostenlosen Gastauftritten.
Sebastian lebt in Fleestedt.

## Ehrungen
- 1995 Medaille in Bronze für „Treue Arbeit im Dienste des Volkes“ der Hansestadt Hamburg.
- 2001 erhielt Peter Sebastian für sein soziales Engagement das Bundesverdienstkreuz am Bande. Damit wurde er für sein herausragendes ehrenamtliches Engagement geehrt, das er vor allem zugunsten des Gemeinnützigen Jugendwerkes unfallgeschädigter Kinder der Hamburger Polizei leistet.
- 2005 Ehrenkommissar der Hamburger Polizei
- 2006 ROOM AWARD 2006 in der Kategorie Produzent
- 2009 Ehrensaphir im Rahmen der Schlager Saphir-Verleihung
- 2012 Medaille in Silber für Treue Arbeit im Dienste des Volkes der Hansestadt Hamburg

## Diskografie (Auszug)
Quelle: 
- 1981: Jetzt kommen die lustigen Tage (Philips)
- 1987: Eine Stunde in deinem Leben
- 1989: Ein Stück Leben von mir
- 1991: Ansichten
- 1993: Labyrinth der Leidenschaft
- 1994: Mit Herz dabei
- 1995: … so fing alles an
- 1995: Im Zauber der Gefühle
- 1996: Alsterwasser oder Radlermaß
- 1996: Hungrig nach Leben
- 1996: Peter Sebastian
- 1997: Da ist was dran …
- 1998: Peter Sebastian
- 1999: Weihnacht im Wunderland
- 1999: Wer mich nicht will, hat mich auch nicht verdient
- 2000: So leb’ Dein Leben
- 2000: Mister Gute Laune.de
- 2002: Mich interessiert …
- 2002: Und das war erst der Anfang
- 2003: Konsequent
- 2004: Gewisse Extras
- 2004: Eine Kerze für Papa
- 2005: Merhaba
- 2006: Achte auf mich
- 2007: Ein Lächeln gewinnt
- 2008: Zeit für mich
- 2008: Die Kraft der Emotion (Geschichten die berühren)
- 2010: In meiner Mitte
- 2012: Mitten im Sein
- 2015: gefällt mir
- 2018: Freshup Edition - Das Album
- 2018: Freshup Edition - Das Album Mix by FS0221
- 2021: Carpe Diem
- 2022: Ibiza (Duett mit Linda Feller)[3]